# 阿戈讷
阿戈讷（法語：Argonne，法語發音：[aʁɡɔn]），又译阿尔贡，是法国的一个传统地区，其横跨巴黎盆地东部的马恩省、阿登省和默兹省。阿戈讷是一个森林与池塘之地区，主要城镇为圣默努。  
在古代 ，阿戈讷地区的陶瓷作坊颇具盛名。在后来的法国历史中，有三大事件发生在阿戈讷地区： 
- 1791年，路易十六被捕；
- 1792年，瓦爾密戰役;
- 1914-1918年第一次世界大战：勒维尼战役（Bataille de Revigny，1914年），第一、二次香槟战役（1914-1915年），沃夸战役（Bataille de Vauquois，1914年-1918年），第一、二次凡尔登战役（1916年-1917年），默兹-阿戈讷攻势（1918年）。

## 美食
阿戈讷的特色美食之一是软蛋糕（gâteau mollet），一种在螺纹模子中烤制的松甜发面蛋糕。蛋糕模子比kouglof蛋糕的要低矮，烤制用中央烟囱更大。
猪蹄也是阿戈讷（尤其是圣默努）的特色菜，当地餐厅已将其作为特色菜之一。